# عوز البوتاسيوم في النبات
عوز البوتاسيوم (بالإنجليزية: Potassium deficiency)‏ هو اضطراب يصيب النبات إذا انخفضت نسبة البوتاسيوم عن حد معين في أنسجة النبات. البوتاسيوم عنصر متحرك في النبات، لذلك تظهر أعراض عوزه على الأوراق الكبيرة أولاً، ثم تظهر على الأوراق الغضة في حالة استمرار وتفاقم العوز.

## أعراض نقص البوتاسيوم
- اصفرار في الأوراق عند الحواف وباتجاه الداخل.
- التفاف الأوراق على شكل ميزاب.
- يتحول لون الأوراق الأصفر إلى أسمر أو بني محروق.
- يسبق الاحتراق عادة لون أرجواني غامق تسبقه بلزمة لخلايا الأوراق.
- حجم الأوراق يبقى صغيراً.
- إذا كان النقص قليل يتشكل محصول إنما قليل الكم والنوع.
- في حالات النقص الشديد تموت الأوراق وخاصة في منتصف الأفرع.
- يلاحظ ضعف تكوين البراعم الثمرية في الأشجار المثمرة.
- بشكل عام تكون مواصفات الثمار الناتجة سيئة.

## علاج نقص البوتاسيوم
يعالج نقص البوتاس بالأسمدة المتوفرة على شكل سلفات البوتاس 50%.